# Protestantisme à Besançon
Cet article concerne l'histoire de la communauté protestante locale. Il faut ici entendre les individus et les assemblées fidèles à la doctrine et aux rites de la Réforme, directement issus ou se réclamant de la Tradition luthérienne, diffusés et/ou réintroduis dans la ville à partir du XVIe siècle, et aujourd'hui institutionnellement représentés de manière exclusive par l'Église unie. Pour un traitement spécifique de courants qui en découlent mais en sont désormais distincts, autant parallèles (anabaptistes) que « récents » (évangélisme, pentecôtisme...), voir la section « autres mouvements religieux » et la page générale « christianisme à Besançon ».

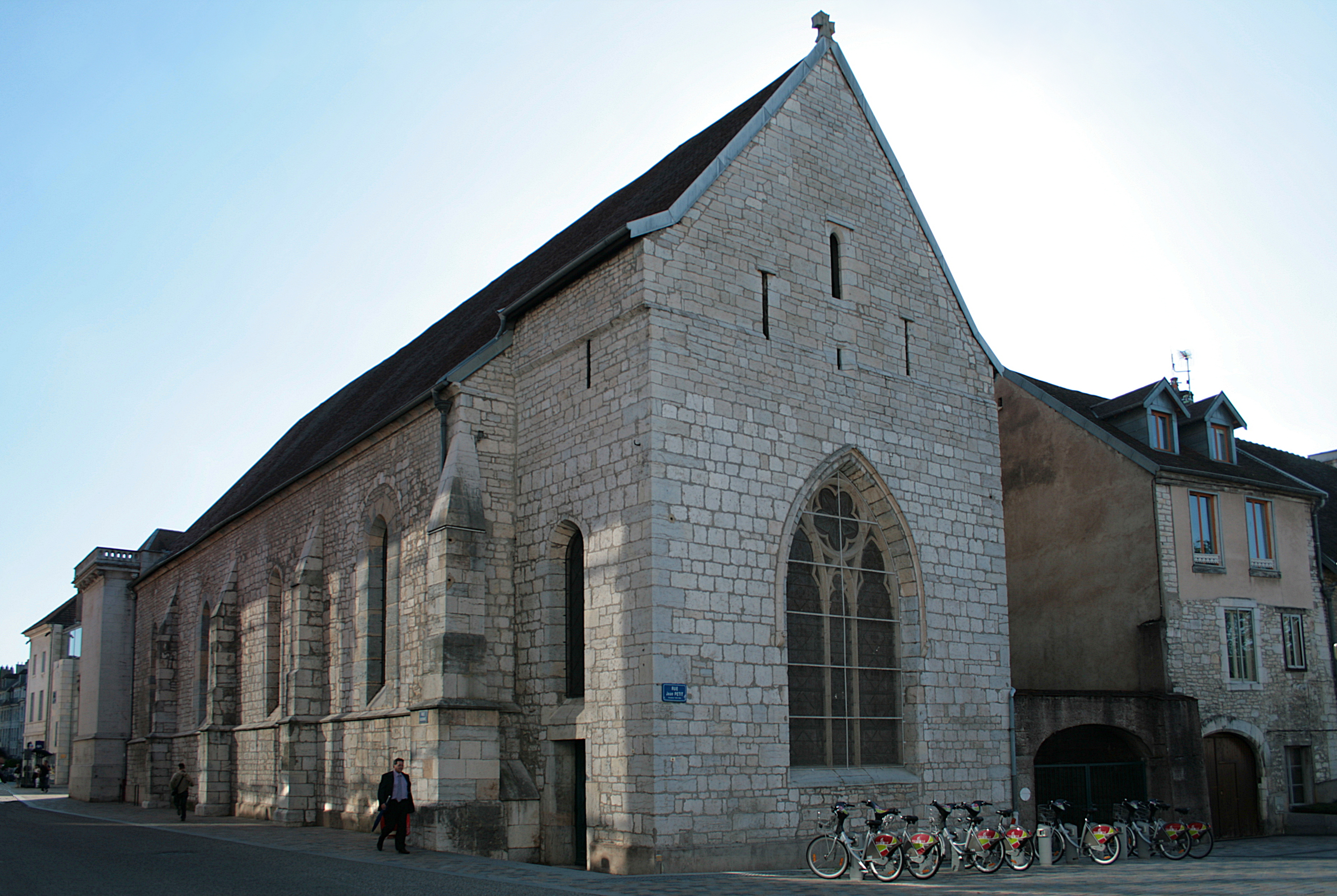
Le temple du Saint-Esprit, affecté depuis 1842, marque l'importance historique de la communauté locale.

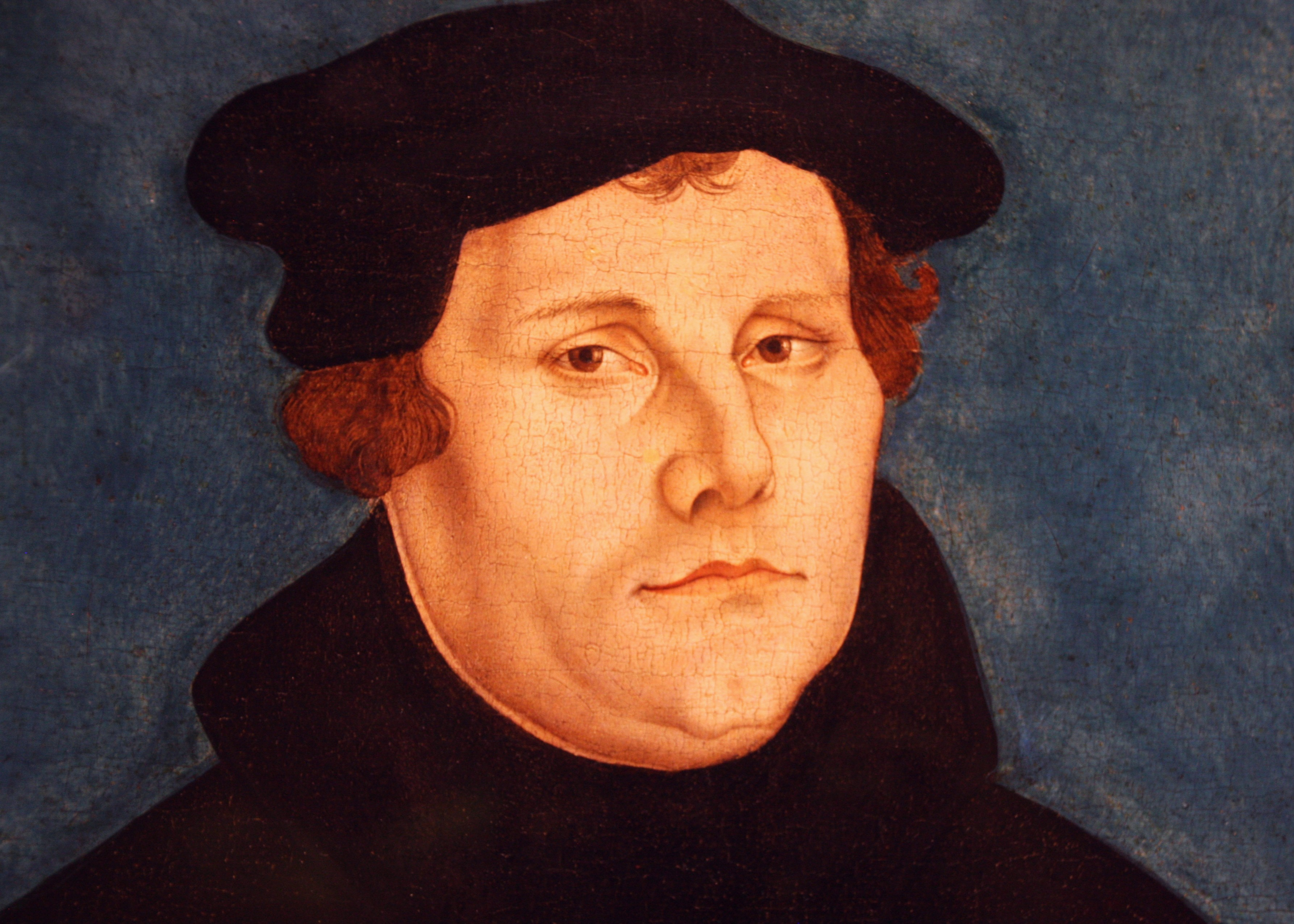
Martin Luther, initiateur de la Réforme, auteur des 95 thèses en 1517.

Le protestantisme à Besançon désigne l'ensemble des phénomènes historiques, culturels, et sociaux, issus et/ou se réclamant de la Réforme, au sein de la capitale comtoise et sa région. Le dogme apparaît formellement dès la fin des années 1530, lorsque d'illustres prêcheurs y auraient lancé les balbutiements d'une première communauté locale par l'adhésion d'une part de plus en plus large et influente de la population. Les habitants, des classes populaires à l'élite, sont alors très profondément ancrés dans un rite catholique déjà millénaire et régissant toutes les strates de la société ; mais grâce à un travail missionnaire opiniâtre, un contexte sociétal favorisant un regain de propositions éthiques et novatrices, ainsi que la proximité de la principauté de Montbéliard et de la Suisse venant de basculer, c'est face à la perspective d'un véritable bouleversement que les opposants aux Huguenots qualifiés « d'hérétiques » tentent de résister. Après des décennies d’expansion et d'incidents, la situation se conclut brutalement pendant une terrible bataille en 1575 entre les deux camps dans un royaume et un continent eux aussi en proie à la guerre civile. Le parti de l'Église romaine en sort nettement victorieux et en profite pour définitivement confirmer sa suprématie imposant des conditions inflexibles aux dissidents : la conversion forcée ou l'exil.
Cette situation dure jusqu'à la Révolution française en 1789 où cette foi est reconnue, ouvrant l’émergence d'une formation officielle qui coïncide avec l'installation d'immigrés suisses. Cette base solide et durable de fidèles s'organise autour d'un Temple et obtient un cimetière, continuant de prospérer au cours du XIXe siècle et XXe siècle par l'intégration aux réseaux nationaux d’obédience luthérienne, calviniste, et zwinglienne, et le développement de ses activités intra et inter paroissiales. Par ailleurs, plusieurs autres courants proches apparaissent, des origines communes comme les anabaptistes bien que plus fortement ancrés dans le nord de la Comté, aux plus récents tels que les Mormons arrivés à la fin des années 1920, en passant par les mouvances dites de Renouveau ou liées aux apports internationaux apparues après la Seconde Guerre mondiale, avec les pentecôtistes-mennonites, évangélistes, baptistes, adventistes, Témoins de Jéhovah, ou indépendants/libres, mais qui restent cultuellement distincts malgré des liens et contacts. La congrégation estimait ses membres à environ 2 000 personnes en 1999, chiffre honorable qui tranche pourtant avec certaine tradition de discrétion s'expliquant par un passé douloureux et des aspects sociologiques particuliers. À l'instar des Juifs et des musulmans, cette minorité religieuse a donc également durablement influencé la mémoire de la ville.

## Histoire

### Contexte

#### La religion à Besançon

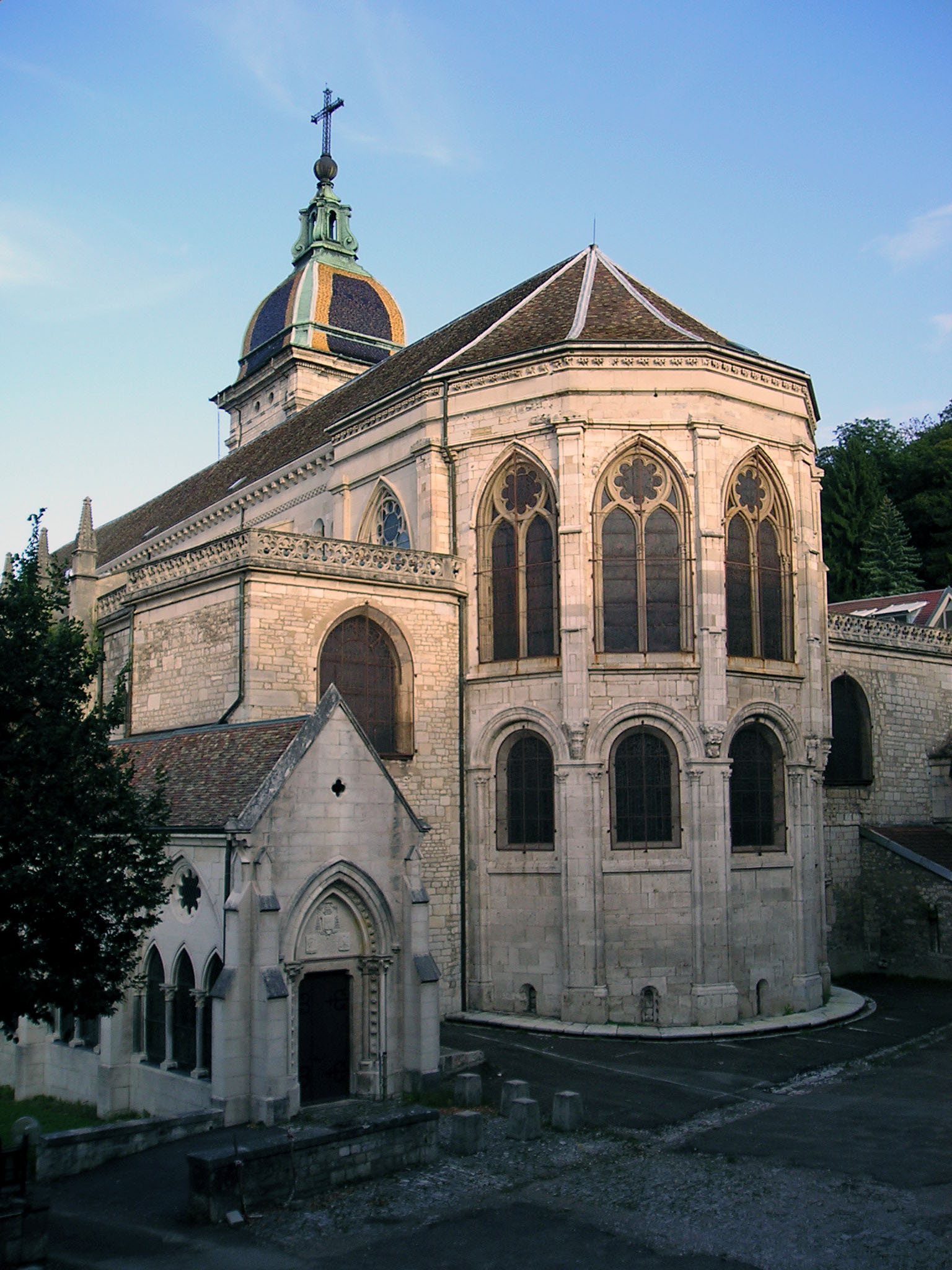
La cathédrale Saint-Jean, église mère et siège de l'archidiocèse de Besançon.

À partir de l'évangélisation de la Franche-Comté au IIIe siècle par les saints et martyrs Ferjeux et Ferréol, le christianisme de rite latin devient progressivement la religion quasi exclusive des habitants,. Le catholicisme romain gagne toutes les strates de la société bisontine au cours des siècles sans obstacles majeurs en un temps où l'Église fait partie intégrante de la vie privée et publique. On note néanmoins l'apparition au XIVe siècle d'une communauté juive locale, qui restera toujours en marge. Après un millénaire de domination presque totale du catholicisme à Besançon s'amorce à partir des années 1520 la Réforme protestante. Elle se diffusera dans la région, même après le Concile de Trente. La capitale comtoise et le Doubs sont alors considérés comme des bastions du catholicisme face au protestantisme et les habitants, de fervents défenseurs des traditions catholiques et du clergé franc-comtois. Il faudra une bataille féroce entre les deux communautés pour les départager.

#### La Réforme en France
Dès 1520, les idées luthériennes se développent en France. Lors du synode de Chanforan de 1536, Guillaume Farel et les Vaudois, ralliés, obtiennent un budget pour imprimer la Bible en langue française. À partir de 1540, la littérature protestante de plus en plus abondante, transmise oralement, se répand surtout après la publication en français de L'Institution chrétienne en 1541. Jean Calvin, depuis Genève, prend en charge l'organisation religieuse et unifie les protestants de France. À partir de 1555, les groupes, jusque-là autonomes, se structurent en assemblées dirigées par un consistoire. Calvin envoie des dizaines de missionnaires pour aider à l'édification de la nouvelle organisation. En 1560, on compte une quarantaine d'assemblées. Leur succès est très grand et fin 1561, il y a plus de six cent soixante-dix Églises réformées dans le royaume. On estime qu'à ce moment plus du quart de la population du royaume est protestante, essentiellement de confession réformée, avant que l'Église catholique ne réagisse marquant le début des guerres de religion.

### Le renouveau

#### La Révolution et l'immigration émancipatrices

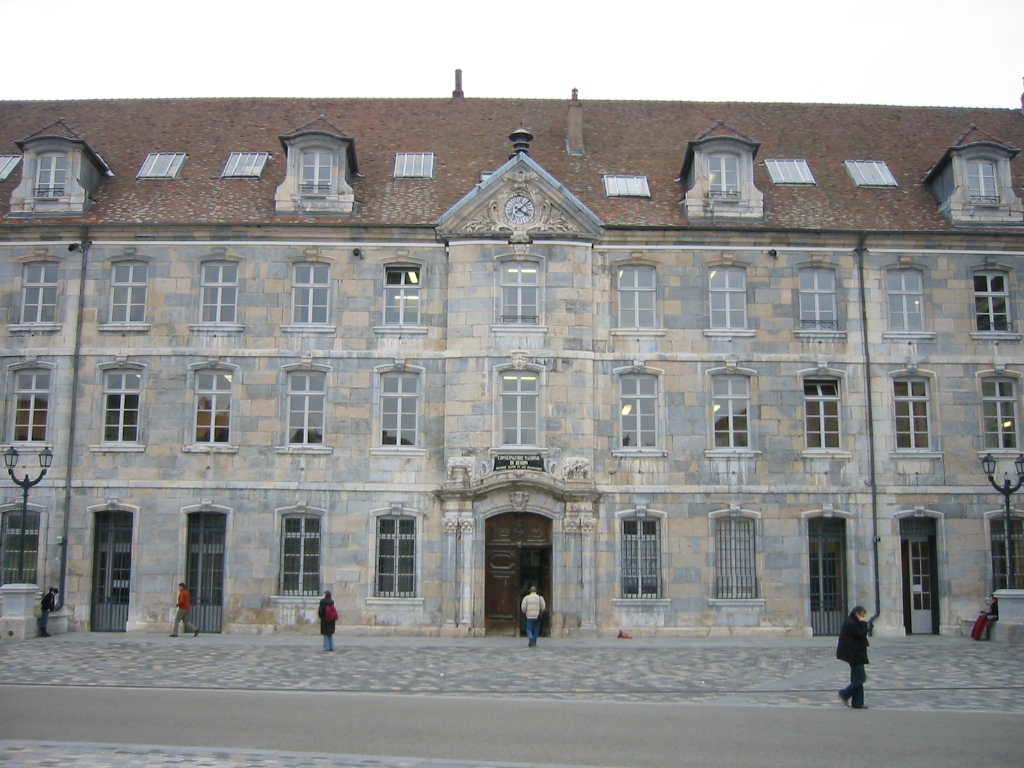
L'ancien grenier à blé de Besançon, lieu de culte de soldats protestants en garnison

En 1778, la cité de Besançon est sommée de fournir un local pour les protestants en garnison du 65e régiment d'infanterie de ligne basé à Sonnenberg. Dans les magasins de l'ancien grenier à blé, place de la Révolution, la centaine de soldats et officiers pourront exercer leur culte, avec l'interdiction formelle notifiée aux autochtones d'accéder au prêche . En fait, il s'agit moins du résultat d'une évolution que d'une obligation. Pour preuve, le refus total du Parlement de Besançon d'accepter un édit de relative tolérance en 1787, qui ne sera connu que dans la période pré-révolutionnaire. L'édit sera pourtant imposé en 1788 avec treize autres mesures plus favorables aux protestants. Mais c'est la Révolution qui bouleversera les mentalités et la législation en 1789 : le 26 août 1789 les protestants acquièrent le droit d'exister dans le cadre de la Déclaration des droits de l'homme et du citoyen, dont l'article dix proclame le droit d'exercer la religion de son choix tant que celui-ci ne contrevient pas à l'ordre public. Dès lors, la communauté protestante, devenue officiellement inexistante à Besançon depuis plus de deux siècles, refait surface d'une part grâce à la liberté de culte recouvrée et surtout grâce à l'immigration suisse,. En 1793, un groupe de 80 horlogers calvinistes dont Laurent Mégevand s'installent dans la cité et fondent le pôle industriel horloger de la ville,,,. Ils seront bientôt suivis de 22 familles d'horlogers, soit entre 400 et 700 personnes. 
Cette immigration à Besançon fait renaître la communauté protestante. Les Suisses sont le plus souvent réformés et ils bénéficient de la protection du gouvernement révolutionnaire qui voit dans cet afflux de population qualifiée, composée d'artisans horlogers à plus de 80 %, l'apport de richesses économiques substantielles. On note également que nombre de réformés, immigrés ou non, sont membres de la franc-maçonnerie bisontine, en majorité dans la Loge de la « Sincère et Parfaite Union ». Ils entendent probablement démontrer ainsi leur volonté de progrès. Entre 1793 et 1796, la communauté protestante enregistre 1 855 citoyens sur les 22 000 que compte la ville, soient 8 % de la population totale. On les désigne encore sous l'appellation « communauté suisse », même si la plupart obtiennent plus tard la nationalité française de jure. Il faut préciser qu'à l'origine ils proviennent pour les 3/4 des principautés de Neuchâtel, de Genève et de Bâle. Le 11 novembre 1793 un « arrêté d'accueil » est officiellement proclamé ; la « communauté suisse » s'installe principalement dans les secteurs de la Boucle et de Battant, de préférence au square Saint-Amour, où fleurissent les ateliers d'horlogerie. Petit à petit ils s'intègrent à la société bisontine, même si une part importante de la population locale les rejette. Cet ostracisme s'estompera progressivement.

#### De l’institutionnalisation à nos jours

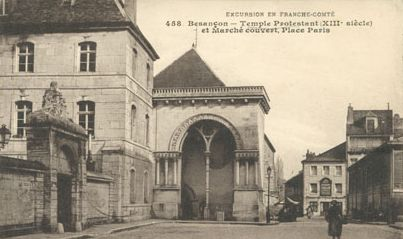
Le temple du Saint-Esprit, lieu de culte définitif de la communauté réformée. Ici sur une carte postale peu avant la Seconde Guerre mondiale.

En 1796, le maire de Besançon prête la chapelle Notre-Dame-du-Foyer qui devient, après l'ancien grenier à blé, le premier vrai lieu de culte officiellement cédé à la communauté protestante. En réalité, il ne le sera effectivement que du 25 décembre 1803 à la fin de l'année 1804 (voir aussi la section détaillée sur les lieux de culte protestants de Besançon). Ouvert en 1793, le cimetière des Champs Bruley, est destiné à recevoir dignement les dépouilles des protestants. Jacques-Frédéric Lambercier est le premier pasteur à officier en 1794. Lui succède Courlat de Genève entre 1796 et 1803. Une école protestante ouvre ses portes en 1802. En 1891, elle est fermée au profit des écoles communales. On crée un hospice pour personnes âgées qui existe encore transformé en un fonds d'aide social. Le pasteur Courlat est remplacé dans le cadre du Concordat par Jean-Henry Ebray. La communauté trouve réellement sa place grâce à ce pasteur qui sait tirer parti des lois organiques du Concordat et de la tolérance enfin accordée par les autorités civiles et religieuses locales, en la personne du préfet Jean de Bry et celle de l'archevêque irénique Monseigneur Claude Le Coz. En 1805, la communauté déménage dans l'ancien couvent des Capucins, l'hôpital Saint-Jacques réclamant la restitution de la chapelle. Enfin, à la suite de l'ouverture de l'arsenal, elle s'installe dans l'ancienne église du Saint-Esprit, que les fidèles acquièrent définitivement en 1842. Entretemps, en 1824, est officiellement créée « l'organisation de l'Église réformée de Besançon ».
En 1835, Besançon compte deux pasteurs et trois écoles protestantes. Une étude démographie fait état de 90 baptêmes, 33 mariages dont 21 mixtes, et 76 décès en 1856, pour un total de 2 100 fidèles à Besançon et 600 de plus aux alentours. Les premiers mariages mixtes unissent d'abord Suisses et Français réformés puis s'amorcent de plus en plus les unions entre Suisses et catholiques français ce qui accélère la dilution communautaire. À partir du milieu du XIXe siècle, une nouvelle vague d'immigration en provenance de la région de Montbéliard vient renforcer la communauté. En est issu l'historien comtois Charles-Léopold Duvernoy (1774-1850). D'autres exilés viennent grossir les rangs de la Réforme mais dans une moindre mesure : il s'agit des Alsaciens qui refusent de rester en Prusse après la guerre franco-allemande de 1870. D'une manière générale, contrairement aux Suisses, les protestants de l'époque et plus particulièrement les étrangers sont mieux acceptés de la population d'une part parce que l'horlogerie n'est plus le monopole de cette seule congrégation ethnico-religieuse, d'autre part que la Réforme est beaucoup mieux tolérée. 

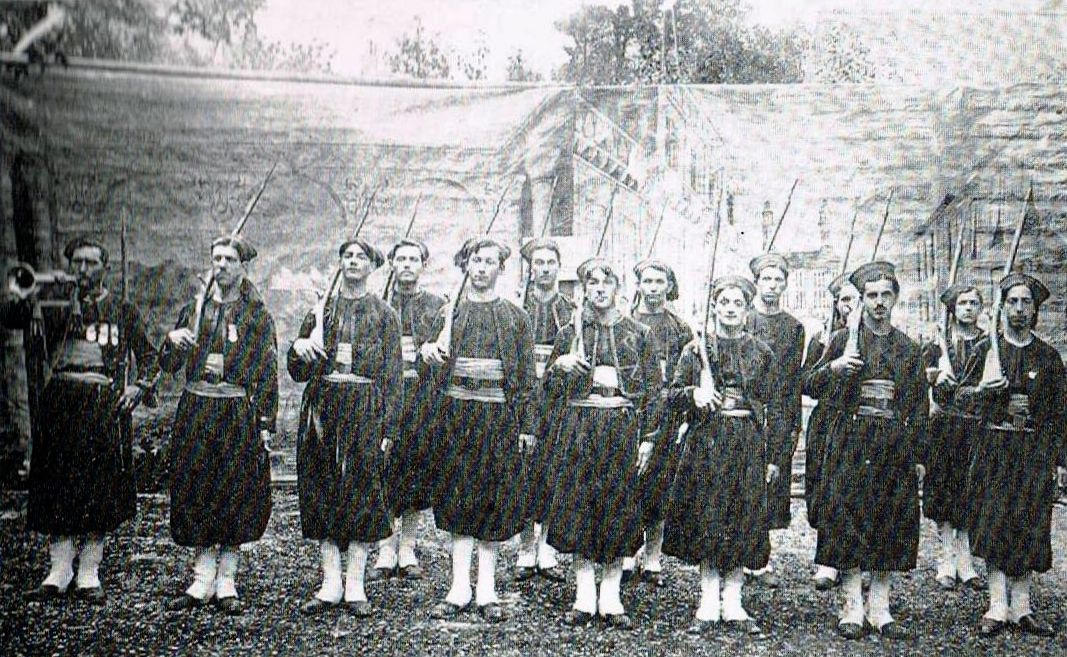
L'Union des Bousbots de Besançon.

À la fin du XIXe siècle, les protestants sont citoyens à part entière de la ville malgré quelques anicroches notoires : la débaptisation de la rue Saint-Vincent en rue Mégevand et les heurts consécutifs à l'agitation politique de l'affaire Dreyfus. Rien de vraiment préoccupant si ce ne sont les débats véhéments qui opposent dans Le Petit Comtois les pasteurs et l'abbé Tournier, catholique extrémiste. Lors de la séparation de l'Église et de l'État, un inventaire est effectué au Temple le 29 janvier 1906 en présence du pasteur Cadix, alors président du conseil presbytéral, de deux autres pasteurs et des trésoriers du diaconat. Tous se soumettent à la loi et n'opposent aucune résistance, contrairement à de nombreuses paroisses catholiques bisontines assez hostiles. Le Concordat est ainsi abrogé et une certaine liberté notamment financière retrouvée. On n'a cependant pas prévu les dépenses nouvelles occasionnées par le système particulier de synode de la communauté qui entraîneront la suppression d'un poste de pasteur. Sur le modèle des jeunesses catholiques, est fondée « l'Union des Bousbots de Besançon » entre la fin du XIXe siècle et le début du XXe siècle. La Première Guerre mondiale entraîne la communauté dans la tourmente comme le reste des Français. Elle perd 51 de ses membres dont les noms sont gravés sur une plaque de marbre au sein du temple. La paroisse, forte de 600 membres en 1910, bénéficie cependant d'une solide implantation au niveau local confirmée par un accroissement culminant à 3 700 paroissiens en 1936. Durant tout le XXe siècle, la Paroisse s'organise afin de proposer une aide sociale particulièrement ouverte et efficace. Elle est notamment à l'initiative de la création d'un hospice, d'un préventorium et d'un centre pour jeunes travailleurs (voir la section détaillée sur les œuvres sociales de la Paroisse).
Cependant, après la Seconde Guerre mondiale, les réformés de Besançon perdent une large part de leur importance. D'illustres membres de la communauté quittent la ville. Surtout une déchristianisation galopante touche le protestantisme à l'égal du catholicisme. Pour ne rien arranger, une scission interne aujourd'hui résorbée met gravement en danger l'Église protestante bisontine, lui faisant perdre un pasteur et des fidèles. Durant l'après-guerre, on note l'émergence de nombreux mouvements évangéliques, comme la Pentecôte de Besançon dans les années 1970, l'Église Cépée dans les années 1990, ainsi que, plus récemment, plusieurs autres petits groupes(voir la section détaillée sur les autres mouvements protestants) se réclamant du protestantisme. Aujourd'hui la paroisse protestante de Besançon compte 736 familles recensées, soit environ 2 500 personnes guidées par deux pasteurs chargés du temple central de Besançon et de divers autres lieux dans le reste de la Franche-Comté. Vestiges d'un passé glorieux et tourmenté fleurissent dans la cité les patronymes des descendants de huguenots, tels les Adler, Ducommun, Étienne, Favre, Girod, Guinard, Mathey, Sandoz, Savoy…

## Organisation communautaire

### L'institution protestante

#### La paroisse
Organisation
Les institutions protestantes membres de l'Église protestante unie de France sont représentées au niveau local sous forme d'associations cultuelles Loi de 1905,les « paroisses », intégrées dans des « consistoires » puis des « régions », équivalents des paroisses, diocèses et archidiocèses pour l'église catholique. Besançon possède sa propre Association Loi 1905 depuis 1905, constituant avec les paroisses de Morteau, Pontarlier, Lons et Dole, le « consistoire de Franche-Comté ». L'ensemble constitue la « région Est » avec la Lorraine non concordataire,. La paroisse de Besançon se compose plus précisément des villes de Besançon, Gray et Ornans et couvre une zone de soixante-dix à quatre-vingt-dix kilomètres. Elle se caractérise par un nombre élevé de membres déclarés par rapport à la moyenne nationale, environ 800 familles soit 2 000 individus, majoritairement urbains. 
Les paroisses protestantes co-gouvernent la « région Est » de l'Église, par le biais d'un parlement régional nommé « synode régional », décidant des missions et engagements de l'Église au niveau régional et donnant son avis sur les questions de foi débattues au niveau national (du ressort du Synode national). Un « conseil régional » accompagne la vie des Églises locales, prépare le travail des sessions des synodes régionaux, pilote les missions mutualisées régionales essentiellement de formation, d'information et d'animations jeunesse, et rémunère les pasteurs. La paroisse est gouvernée par un « conseil presbytéral » qui est un collège de paroissiens élus au suffrage universel en Assemblée Générale pour des mandats de quatre ans renouvelables deux fois. Les pasteurs sont membres de droit de ce collège. Ils n'en sont pas les « chefs », ils accompagnent le Conseil dans sa mission. Le Conseil décide de l'orientation dans les domaines spirituels, cultuels, matériels et organisationnels. Il désigne un président laïc qui est son porte-parole et le signataire juridique de l'Église locale. Avant les années 1970, le temple de Besançon ne disposait pas de presbytère et les pasteurs logeaient en ville. La maison paroissiale regroupe depuis 1975 toutes les activités - secrétariat, Entraide Protestante, Éclaireurs et Éclaireuses Unionistes de France, catéchèse, salles de réunion et d'étude - au sein d'un même bâtiment : la « tour Carrée » ou tour du Saint-Esprit située sur le quai Vauban.
Les pasteurs
Les pasteurs, animateurs spirituels de la communauté, se sont succédé à la Paroisse bisontine dès sa création en 1793. Deux d'entre eux, Jacques-Frederic Lambercier et N. Courlat furent les deux premiers de la communauté avant la mise en place du Concordat. De ce fait, leur nom n'apparaît pas dans certaines sources car non concordataires et de facto non affectés à la Paroisse. Si on les intègre à la liste infra, il y a eu 37 pasteurs à Besançon depuis 1796.
- Jacques-Frederic Lambercier (1794-[b 6]?)
- N. Courlat (1796-1803[b 6])
- Jean-Henry Ebray (1803-1808[20])
- Samuel Jan de Tramelans (1808-1814[20])
- Mathieu Miroglio (1814-1865[20])
- Paul Mathieu (1858-1861[20])
- Philippe Sandoz (1821-1859[20])
- Georges Collins et Paul Miroglio (fils) (1861-1866[20])
- Méaly Ladreyt (1868-1888[20])
- Albert Cadix (1873-1910[20])
- Élie Abt (1866-1906[20])
- Maurice Bas (1886-1909[20])
- Jules Pyt (1898-1925[20])
- Adrien Metzger (1909-1924[20])
- Paul Rozier (1910-1922[20])
- Louis Marsauche (1925-1951[20])
- Henri Gerbeau (1949-1952[20])
- Pierre Galland (1952-1957[20])
- Jean-Marie Lambert (1952-1957[20])
- Guy Bonnal (1957-1968[20])
- André Bourbon (1958-1963[20])
- Jacques Riou (1963-1968[20])
- Pierre Bay (1968-1979[20])
- Philippe Soullier (1970-1975[20])
- Christian Delors (1970-1970[20])
- Alain Kursner (1976-1977[20])
- Jean-Marc Metin (1979-1981[20])
- Pierre Dumas (1981-1987[20])
- Otto Schaefer (1982-1987[20])
- Édith Heitz Kessler (1985-1986[20])
- Jacques Blanc (1987-1989[20])
- Jean-Marc Heintz (1987-1989[20])
- Pierre Boismorand (1989-1991[20])
- Marc Weiss (1990-1995[20])
- Nicolas Mourgues (1991-2002[20])
- Anne-Marie Feillens (1995-2009[20])
- Éric Demange (2002-2012[20])
- Pierre-Emmanuel Panis (2009-[20])
- Emmanuelle Seyboldt (2013-2017[20])
- Andreas Seyboldt (2013- )

#### La vie communautairebisontine

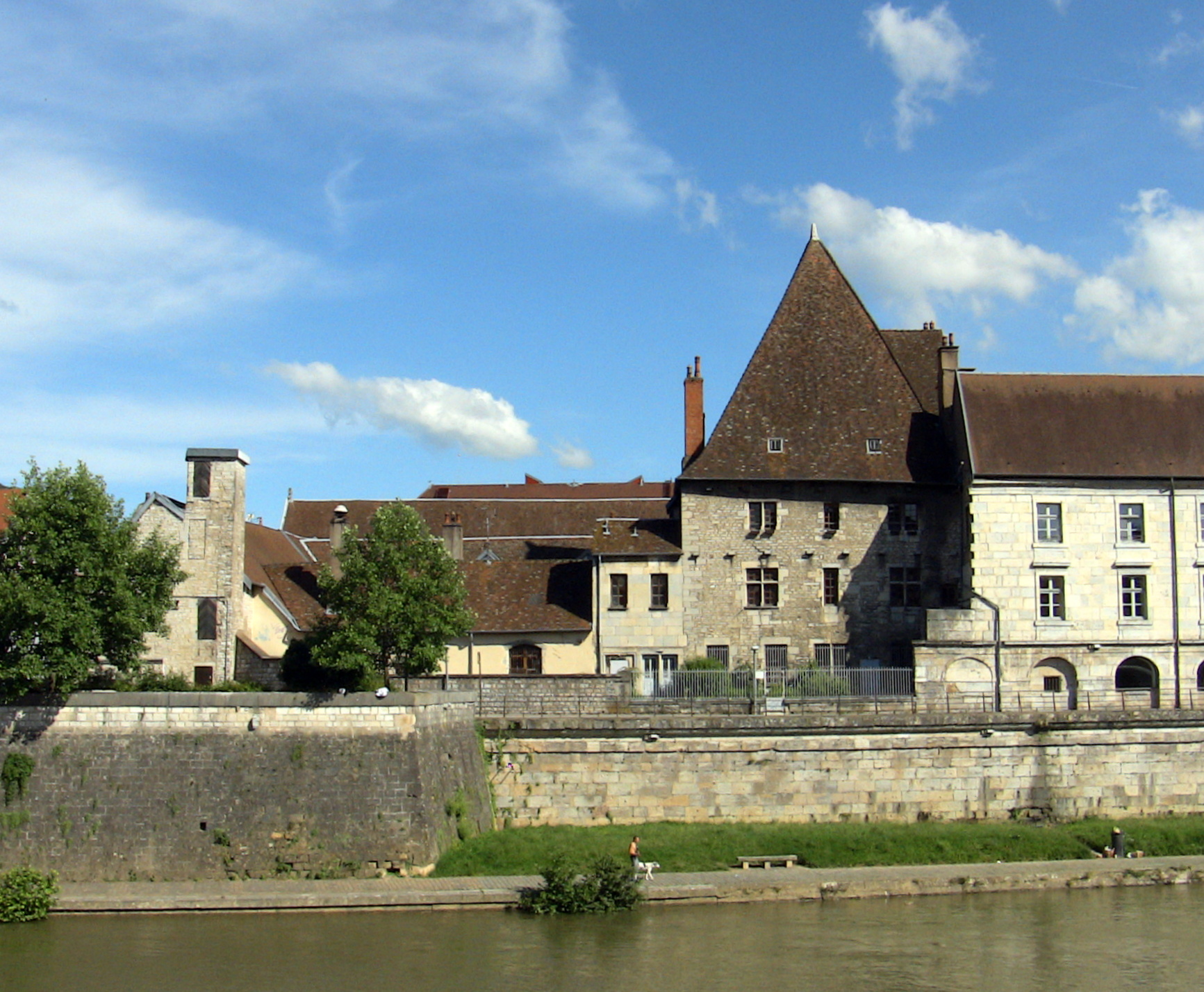
L'ensemble du Saint-Esprit, centre de la vie communautaire à Besançon.

La vie communautaire bisontine est recentrée autour du Temple du Saint-Esprit dans le quartier de La Boucle, où le culte est célébré tous les dimanches et mensuellement à la chapelle de la Retraite rue de Belfort. Les deux pasteurs et les membres formant le « noyau central » organisent en plus des événements strictement cultuels, de nombreuses activités ouvertes aux non-protestants : camps de jeunesse, chorales, kermesses, représentations théâtrales ou artistiques… Besançon entretient des liens étroits avec le temple de Gray dans la Haute-Saône, qui fait partie de la paroisse de Besançon. Le temple de Gray est prêté pour ses cultes à la Communauté baptiste de Gray. Plusieurs réunions œcuméniques ont également lieu régulièrement. Les protestants sont membres de plusieurs associations chrétiennes locales à Besançon : l'Entraide protestante (aide alimentaire), le CAOP Comité d'Animation des Œuvres Protestantes (animation en maison de retraite) ou œcuméniques nationales ou internationales l'ACAT (Action des chrétiens pour l'abolition de la torture), la CIMADE (Aide aux migrants), Oikocredit (microcrédits. L'Église protestante unie de Besançon fait aussi partie du Conseil d'Églises chrétiennes de Besançon-Franche-Comté Sud et de l'Amitié Judéo-Chrétienne de Besançon. La paroisse protestante est engagée dans l'action humanitaire à hauteur de 8 % de ses ressources par l'intermédiaire du Service Protestant de Mission, le DEFAP. Elle assure une aumônerie protestante au CHU, dans les cliniques, à l'hôpital de Gray, à la maison d'arrêt de Besançon, et travaille avec l'aumônier protestant aux Armées.

#### Œuvres sociales
Il existait dès 1793 un fonds de secours mutuel créé par les horlogers protestants de la ville. Il prit le nom de « Société de secours mutuel » en 1851 avant de devenir le « Diaconat »,. Mais c'est à partir de 1903 que l'œuvre sociale est réellement mise en place, désignée sous le nom d'Asiles protestants de Besançon et répartie en trois branches : la Retraite pour les personnes âgées, la Famille pour les jeunes travailleurs et le Préventorium pour les enfants malades,. Ouvertes à tous, ces structures sont aujourd'hui encore présentes à l'identique ou sous une forme proche et regroupées en Association Protestante d'Action Sociale.
La Retraite
La Retraite fut fondée par le pasteur Méaly Ladreyt et sœur Bauer entre 1865 et 1888. Il s'agissait initialement d'une association civile au statut de « capital par action », nommée l'Hospice protestant pour malades et vieillards. D'une capacité de 12 lits à ses débuts aux Founottes de 1873 à 1879, l'institut croît rapidement. Le futur bâtiment des Vaites est construit en 1877 sur une parcelle de deux hectares, rue de Belfort. Il comprend dès 1878 une chapelle affectée au culte financée par des mécènes. On la reconnaît aisément aux deux versets bibliques gravés sur l'entrée principale : « Venez à moi vous qui êtes travaillés et chargés et je vous soulagerai. Math XI.v.28 » et « Il y a plusieurs demeures dans la maison de mon Père. Je m'en vais vous préparer le lieu. Jean XIV. 2. — 1879 — ». Reconnue d'utilité publique en 1880, l'association progresse grâce aux subventions, au mécénat horloger, ainsi qu'au don d'un million de francs généreusement alloué par le bienfaiteur Francis-Louis Bersot. Une seconde aile est édifiée en 1889 et l'établissement peut accueillir 50 personnes en 1896. Totalement achevé en 1899, un bâtiment latéral lui est adjoint en 1911. Il est alimenté en eau en 1906 et en électricité en 1924. La Retraite dispose de 70 lits en 1934. Le « pavillon Bertrand » date, lui, de 1964. Il bénéficie d'un dernier agrandissement entre 1975 et 1991 et peut ainsi accueillir 52 lits supplémentaires grâce à l'aide de la Commune. Si l'institut existe toujours, il est autonome de la paroisse, selon les règles plus strictes en matière d'utilité publique imposées par le conseil général du Doubs. Il conserve néanmoins son statut d'association loi de 1901. Établissement médicalisé à but non lucratif, il dispose d'une unité Alzheimer et d'un total de 123 lits.
La Famille - le Préventorium
La Famille a été fondée par le pasteur Maurice Bas en 1902 pour accueillir les jeunes travailleurs entre 15 et 25 ans. Sis rue des Cras, l'établissement a fonctionné jusque dans les années 1970 avant d'être supprimé en raison de son exiguïté. Le préventorium a été conçu pour venir en aide aux enfants malades et aux enfants en situation précaire. Après la Première Guerre mondiale, sous l'égide du pasteur Adrien Metzgerles, les enfants originaires de la région, mais aussi des Alsaciens, en majorité protestants sans excepter quelques catholiques ont bénéficié des soins des bains salins de la Mouillère. Ils étaient regroupés dans six baraques de la rue de Belfort. En 1919, bien que le préventorium désormais installé à Fontaine-Argent soit concurrencé par les Salins de Bregille, il continue à venir en aide à 300 enfants en 1909, 506 en 1915, 730 en 1929, et 545 en 1934. Reconnu d'utilité publique en 1922, il connaît un surcroît de population dans les quatre bâtiments construits sur un terrain de six hectares et inaugurés en 1927, visités en 1933 par le président Albert Lebrun. Il abrite aujourd'hui l'Institut d'Éducation spécialisée, une équipe d'éducateurs encadre des enfants rencontrant des déficiences mentales, soit en internat soit en semi-externat. On y enseigne, outre les matières générales, des matières professionnelles et technologiques comme l'horticulture, la filière bois, l’emploi technique pour les collectivités. L'établissement est en contrat d'association avec l'État ce qui lui permet de recevoir l'aide financière du Conseil général du Doubs et de la Commune pour l'établissement scolaire.
L'Entraide protestante de Besançon
Elle est l'héritière directe du "Diaconat", association loi de 1901 d'aide aux personnes en difficulté. Elle est membre de la Fédération des entraides protestantes de France au sein de la Fédération protestante de France et exerce ses activités dans les locaux de la paroisse protestante quai Vauban. Elle distribue chaque semaine, depuis plus de 30 ans, une aide alimentaire à plus de 250 personnes nécessiteuses en partenariat avec le CCAS et la Banque Alimentaire du Doubs dont elle fait partie du collectif des associations distributrices.
Le CAOP Comité d'Animation des Œuvres Protestantes
Cette association loi de 1901 a son siège dans les locaux de la maison de retraite rue de Belfort, et finance et apporte des animations auprès des personnes âgées de cet établissement, ainsi que l'offre d'un culte protestant mensuel dans la chapelle protestante de cet établissement. Elle travaille en partenariat avec l'APAS Association Protestante d'Action Sociale propriétaire des locaux de La Retraite et l'Année Diaconale association qui met à disposition des jeunes volontaires européens pour un service social.

### Données sociologiques et rituelles

#### Sociologie
La paroisse protestante de Besançon comptait environ 2 000 fidèles en 1999, dont une majorité de citadins. Les membres de la communauté bisontine appartiennent en majorité aux classes moyennes. On y trouve principalement des enseignants, des fonctionnaires, des médecins, et des personnes travaillant dans les milieux industriels et les services. On peut distinguer trois « groupes » de protestants : les « anciens » protestants qui, dans la région depuis plusieurs générations, suivent régulièrement les préceptes et les rites de l'Église réformée ; les « nouveaux » protestants récemment installés dans la ville; enfin les protestants « de tradition » baptisés, mariés et enterrés au temple. Une quarantaine d'enfants suivent les cours de l'école biblique, une trentaine, les cours de catéchisme. Si l'on compte les enfants issus de mariages mixtes (le plus souvent entre catholiques et protestants), on ne peut que constater le nombre relativement élevé de jeunes protestants à Besançon. Les moins nombreux sont ceux qui âgés de 20 à 30 ans, étudiants ou débutant dans la vie active, sont assujettis à une grande mobilité. La population bisontine protestante comporte un noyau central de fidèles engagés dans des activités intra et inter paroissiales dont le but déclaré est « d'intégrer tout fidèle à la paroisse » et de « prolonger la communauté au dehors de la sphère religieuse ».

#### L'identité protestante
La communauté, selon Ingar Düring, apparaît comme « populairement inexistante » à Besançon. Ses membres, bien qu'ouverts à la société contemporaine, vivent leur religion dans la sphère privée. Contrairement aux communautés juive, musulmane, ou même catholique, il n'existe pas à proprement parler d'« identité protestante ». Ingar Düring en propose les explications suivantes : d'une part, le culte protestant est très minoritaire à Besançon, l'histoire douloureuse de la Réforme ayant obligé les fidèles à demeurer très discrets ; d'autre part les protestants bisontins sont profondément laïcisés et n'affichent pas ostensiblement leur appartenance à la communauté ; enfin, l'individualisme y est plus prononcé que dans les autres cultes, malgré un sentiment d'appartenance commune au temple et une ouverture certaine aux autres. Dans ce contexte, rares sont les notables qui se sont affichés comme protestants à l'exception notoire de l'industriel-bienfaiteur François-Louis Bersot ou du maire Robert Schwint.

### Infrastructures confessionnelles

#### Les lieux de culte

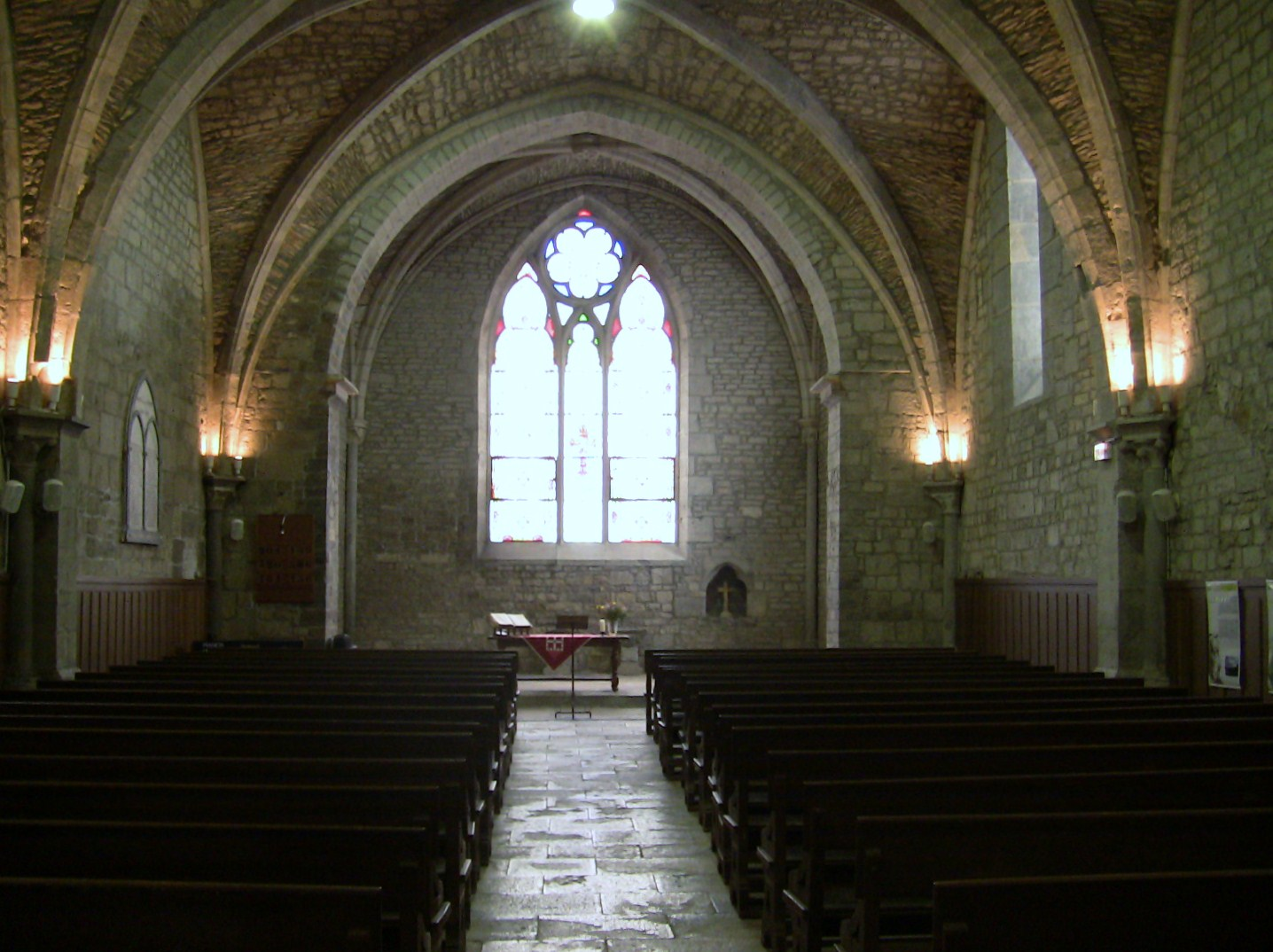
L'intérieur du temple.

Des maisons particulières sont d'abord choisies comme lieux de prédication avant que la communauté ne dispose de salles uniquement destinées à la prière et au culte. L'ancien grenier à blé est le tout premier lieu de culte mais il est réservé aux soldats suisses en garnison. Il faut attendre 1796 pour que les protestants aient leur premier vrai temple : on leur prête provisoirement l'ancienne « chapelle du Refuge », appelée aujourd'hui « chapelle Notre-Dame-du-Foyer ». Contraints de quitter cette église, propriété des catholiques qui veulent en reprendre possession, les protestants, en 1804, emménagent pour un temps dans l'ancien couvent des Capucins près de Chamars. Après plusieurs injonctions, ils sont de nouveau sommés de quitter le bâtiment cédé à l'armée qui y installe un arsenal. En 1826, les réformés, qui commencent par établir quantité de plans de construction ou d'adaptation d'anciens locaux, se décident finalement pour l'ancien hospice du Saint-Esprit qu'ils intègrent définitivement en 1842.
L'hôpital du Saint-Esprit a été fondé à Besançon en 1207 par l'ordre hospitalier du Saint-Esprit, subissant au cours de son histoire plusieurs modifications architecturales. Durant tout le Moyen Âge il accueille les malades, les femmes enceintes, les vieillards, les voyageurs et les orphelins. En accord avec la municipalité de Besançon, à partir du XVIe siècle, il limite ses secours aux enfants, aux femmes et aux gens de passage . En 1792, l'édifice prend le nom d'« Hospice des enfants de la patrie ». Les services hospitaliers sont transférés en 1797 à l'hôpital Saint-Jacques récemment construit, qui devient l'hôpital central de la ville. L'ancien bâtiment évacué est officiellement cédé aux protestants de la ville, après avoir été rénové en 1841 par l'architecte bisontin Alphonse Delacroix qui dote l'église d'un nouveau porche néogothique de style troubadour,. Le 28 avril 1842 a lieu la cérémonie de dédicace du temple du Saint-Esprit qui demeure le lieu central de la communauté protestante de Besançon. Il est le seul lieu de culte protestant réformé permanent de la ville, la chapelle annexe du centre social de La Retraite n'étant utilisée qu'occasionnellement.

#### Le cimetière

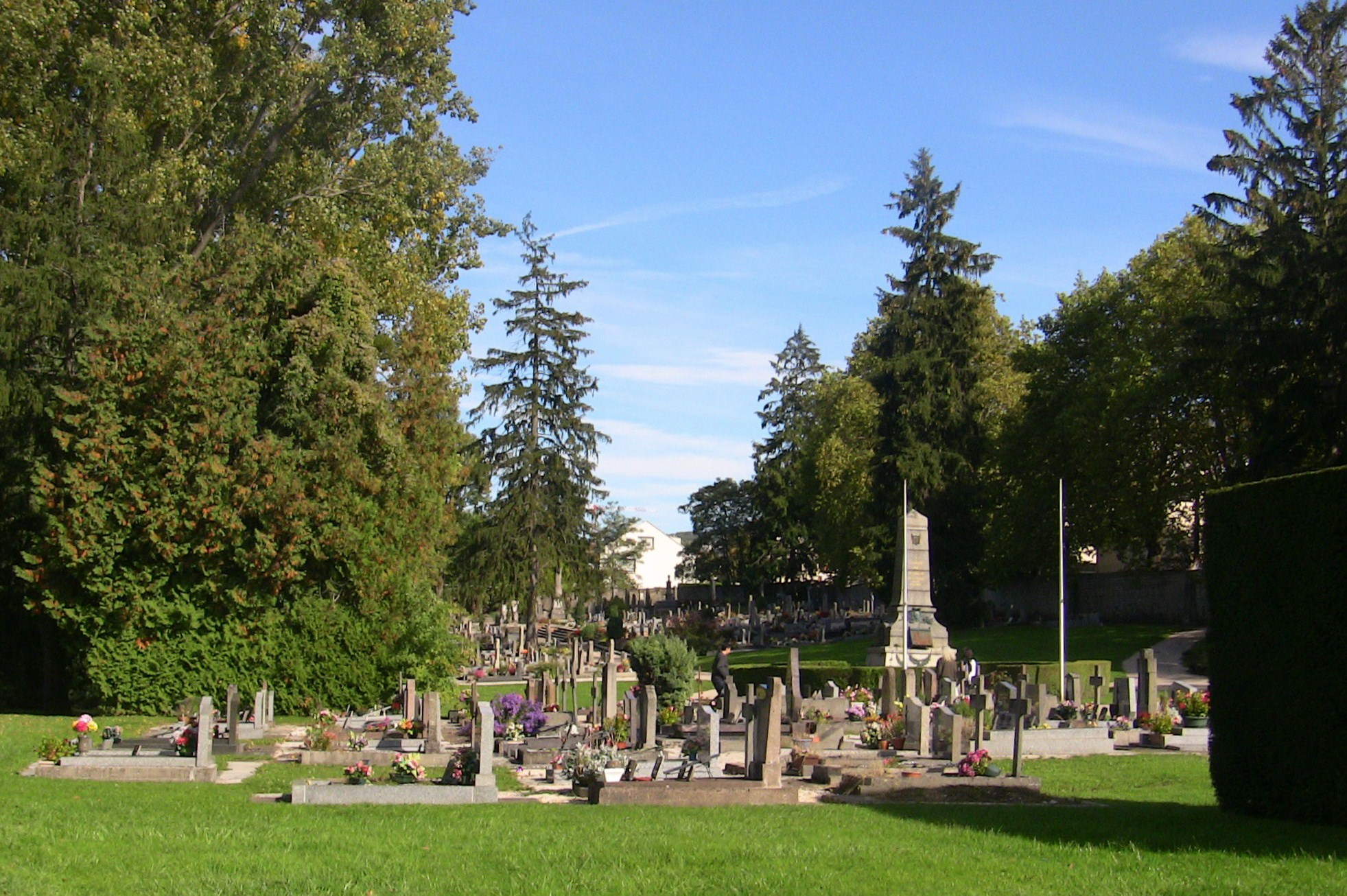
Le cimetière des Champs Bruley.

Les premiers réformés reconnus comme « hérétiques » sont enterrés dans des fossés aux environs du secteur des Arènes dans une terre jugée indécente par l'Église catholique. Après la révolution les dépouilles des défunts protestants sont ensevelies dignement dans le cimetière des Champs Bruley, la plus ancienne nécropole municipale de la ville, ouverte en 1793. Lieu d'inhumation des protestants locaux et de nombreux Bisontins d'origine suisse, la partie ancienne contient encore plusieurs tombeaux des époques passées. Sous la dalle d'un monument commémoratif reposent les dépouilles de 2 179 officiers et sous-officiers tombés lors de la guerre franco-allemande de 1870. Deux mémoriaux rappellent les existences du peintre bisontin Jean Gigoux et du bienfaiteur Louis Bersot. Le site a gardé un « carré protestant », mais il n'est plus réservé aux défunts de la communauté. Il a même perdu presque toute connotation religieuse.

## Autres mouvements religieux
En parallèle des Protestants principalement luthériens et calvinistes réunis au sein de la Paroisse de l'Église protestante unie de France, de nombreux autres mouvements se réclament d'une ascendance historique ou spirituelle commune. Ils sont localement représentés par les pentecôtistes-mennonites, les évangélistes, les baptistes, les adventistes, les indépendants/libres, ainsi que les Mormons et les Témoins de Jéhovah souvent associés. La vision, l'application, et la pratique du culte de ces assemblées et dogmes sont parfois très hétérogènes, cependant la majorité se retrouve dans une souscription aux « six grands principes » et quelques-uns souscrivent ensemble à la Fédération protestante de France. Cette rubrique présente les groupes de la ville dans cette catégorie en les découpant en trois ensembles par considération numérique exclusivement sur l'agglomération, suivant des sources fiables ou par estimation raisonnable : les grandes structures (plus de cent fidèles actifs), les moyennes (de cinquante à cent), et les petites (moins de cinquante).

### Les structures importantes

#### La Pentecôte de Besançon

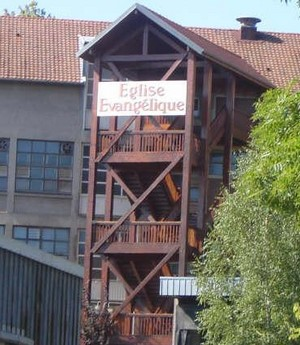
Le siège de la Pentecôte de Besançon, rue Larmet.

« L'Église évangélique missionnaire de Besançon » ou « Pentecôte de Besançon », est un nouveau mouvement religieux fondé localement en 1963 par Aldo Benzi et connu pour son activité missionnaire,. La congrégation, d'obédience pentecôtiste et mennonite, entretient des rapports avec la Fédération protestante de France, bien que ses méthodes de financement et de culte aient suscité de nombreuses controverses et polémiques qui ont conduit à la désigner comme « secte. » Deux rapports émanant de la Commission parlementaire (no 2468 du 22 décembre 1995 et no 1687 de juin 1999) ainsi que plusieurs associations dont le C.C.M.M. (ou centre Roger-Ikor), et l'U.N.A.D.F.I., la considèrent comme telle ; les milieux protestants et universitaires la jugent comme un groupe religieux classique bien que très fervent. Dès sa fondation elle suscite l'intérêt des fidèles comme des hommes d'Église, et son influence croît rapidement jusque dans les années 1980 ; il essaime dans de nombreuses villes en France et rassemble entre 2 000 et 4 000 membres en 2005 dont 600 à Besançon, bien que l'on note une stabilisation à partir des années 1990. Un scandale d'ordre sexuel éclate en 2005 et éclabousse ses dirigeants mettant fin aux activités globales, bien que les suites sur le plan pénal n'aient pas abouti. Les temples alors répartis sur tout le territoire se dissocient, et le nombre de fidèles décline dès 2006. L'Église de Besançon et bon nombre d'autres en France sont toutefois encore en activité, bien qu'aujourd'hui elles ne soient plus liées les unes aux autres et que quasiment toutes aient perdu de leur dynamisme initial. L'assemblée de Besançon compte environ 400 à 500 fidèles, dont 150 réguliers au culte du dimanche.
La Cour européenne des droits de l'Homme (CEDH) a donné raison à l'église de pentecôte de Besançon, en condamnant la France pour violation de la liberté de pensée, de conscience et de religion. Les juges de Strasbourg ont invalidé des procédures fiscales intentées contre l'église. Ils ont condamné la France à verser, pour "préjudice matériel", 387.722 euros à l'Église évangélique missionnaire et son président, Eric Salaûn. A l'issue de procédures fiscales, l'église de pentecôte de Besançon s'était vue respectivement réclamer plus de 37.000 euros, puis appliquer une taxation d'office de 60% sur des dons apparaissant dans leur comptabilité. L'église évangélique de pentecôte de Besançon a invoqué en particulier l'article 9 de la Convention européenne des droits de l'homme, qui garantit que "toute personne a droit à la liberté de pensée, de conscience et de religion". La taxation de dons à laquelle elle a été assujettie avait porté atteinte à leur droit de manifester et d'exercer leur liberté de religion. 
Source :  Rapport de la cour européenne des droits de l'homme.

#### L'Église Cépée

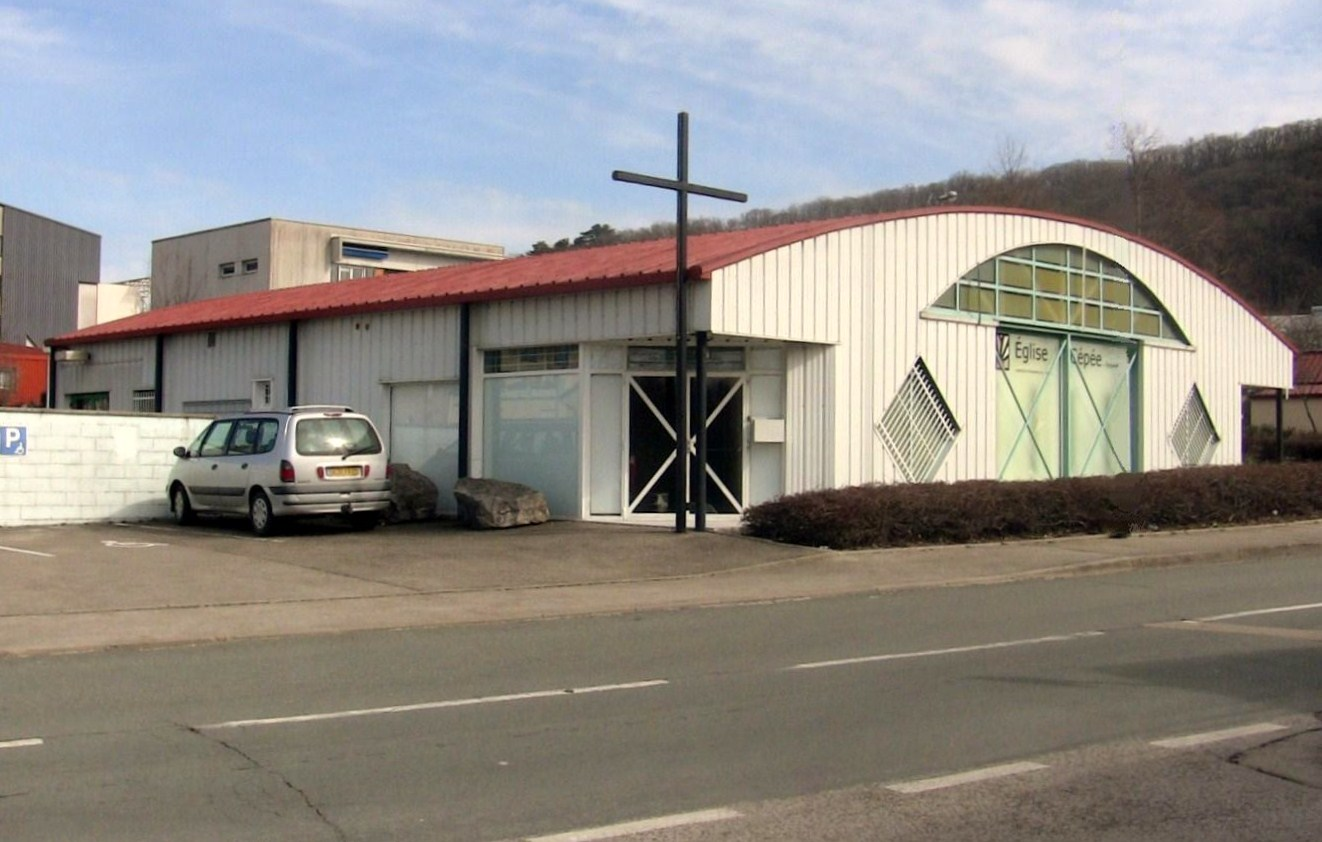
L'église Cépée, à Planoise.

« L'Église Cépée » est un mouvement protestant évangélique apparu dans les années 1970. Il s'agit initialement d'une formation actée en 1973 au Campus sous le nom du « groupe biblique universitaire de Besançon », grâce à un élève qui souhaitait s'investir en ce sens après avoir redécouvert les préceptes du Christ. Comptant une cinquantaine d'adhérents principalement étudiants, l'objectif est alors de mettre en place une communauté dynamique afin de revivifier cette vision de la foi dans le cadre du Renouveau charismatique. Cependant des difficultés apparaissent après plusieurs années d’activités, et la dissolution est votée en 1990 ; mais alors que les fidèles se dispersent un peu partout en Franche-Comté, une dizaine décide de tenir et relancer le projet. En juin 1991, un ancien pasteur de l’Église réformée, Gaston Ramseyer, offre son aide à son organisation  ; le premier lieu de culte est ainsi ouvert à La Barre dans le Jura en septembre 1991. L'année suivante l’association est déclarée en sous-préfecture de Dole ; puis la congrégation est consacrée et intègre l'unité pastorale française. En 2000, le groupe acquiert un temple au cœur du quartier de Planoise à Besançon. Officiellement reconnue à la préfecture du Doubs en association cultuelle loi 1905 sous l'appellation « Communion d’Églises Protestantes Évangéliques » (CéPéE), elle devient membre du conseil national des évangéliques de France en 2004 et de la Fédération protestante de France en 2006,,. La structure compte désormais un réseau de 17 sites sur huit départements,, et bien qu'il n'existe pas de statistiques précises sur sa fréquentation elle peut raisonnablement se placer au sein des grandes structures.

### Les structures moyennes

#### Les Mormons
l'Église de Jésus-Christ des saints des derniers jours aussi désignée par Mormonisme, est une mouvance Restaurationniste née aux États-Unis au milieu du XIXe siècle. Le 31 décembre 1929 Besançon est désignée comme une ville française ouverte à la prédication, et au début des années 1930 des missionnaires faisant partie du district de Suisse sont envoyés fonder y des temples. Bien que quelques difficultés d'implantation apparaissent en ces temps-là, c'est surtout la seconde Guerre mondiale avec l'Occupation nazie qui pousse le groupe à quitter massivement le Territoire pour n'y revenir qu'après la fin du conflit en 1948. L'antenne locale est officiellement constituée en association, détient un centre situé boulevard Diderot aux Chaprais, et compte environ 150 membres mais une cinquantaine de pratiquants actifs dont une quinzaine sont détenteurs de la prêtrise. En plus des offices et des activités cultuelles, leurs activités essentielles consistent en un réseau d'entraide et d'écoute ainsi qu'au prosélytisme dans les rues de la cité ; parfois jugée comme une secte et pour ses relents réactionnaires, la Direction locale insiste quant à elle sur une vision ouverte bien que très fervente.

#### Les Témoins de Jéhovah

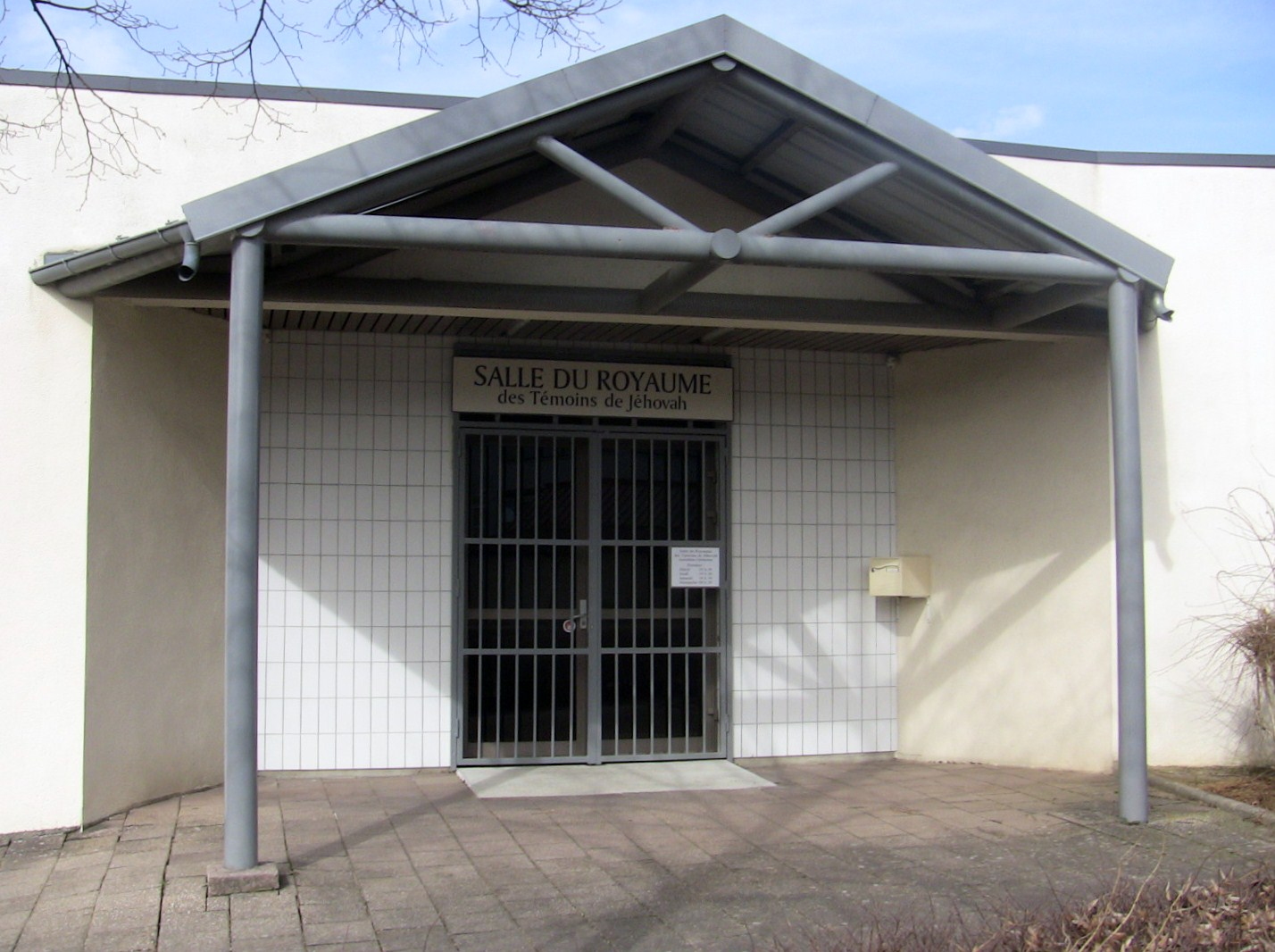
Salle du Royaume, à Planoise.

Les Témoins de Jéhovah forment un mouvement également restaurationniste, né aux États-Unis à la fin du XIXe siècle. Leur antenne locale a été officialisée en 1991, et ils disposent et d'un lieu de culte (salle du Royaume) situé rue Blaise-Pascal à Planoise depuis le début des années 2000,. À l'instar d'autres groupes dits de Renouveau parfois soupçonnés de sectarisme, l'U.N.A.D.F.I. et plusieurs députés se sont préoccupés de l’extension de l'Église en particulier dans le grand Est ; l'antenne locale et le consistoire national répondent que les accusations de dérives sont injustifiées et amènent aux persécutions. Ils seraient environ 3 000 sur toute la région Franche-Comté, avec des offices réguliers et du porte-à-porte pour propager leur foi.

### Les petites structures
- Antenne locale des Assemblées de Dieu (pentecôtisme)
 Rue de Belfort, Orchamps[41],[42].
- Antenne locale des Assemblées de Frères (évangélisme)
 Rue Chopard, Orchamps[41],[43]
- Antenne locale de la Mission Timothée (évangélisme)
 Rue Georges-Cuvier, Grette[41],[44].
- Église évangélique baptiste (baptisme)
 Acteur du Foyer Évangélique Universitaire[45] 
Rue de Belfort, Orchamps[41],[46].
- La Bonne Nouvelle (évangélisme)
 Création en 2003, 60 membres annoncés[41],[47] 
Acteur du Foyer Évangélique Universitaire[45] 
 Rue Xavier-Marmier, Butte[47].
- Église protestante évangélique indépendante (évangélisme)
 Rue Charles-Fourier, centre-ville[41].
- Église adventiste du septième jour (adventisme)
 Antenne formée en 1975[48]
 Rue de Trey, Montrapon-Fontaine-Écu[48]
- Antenne locale de Vie et Lumière (évangelisme) Chemin des Valliéres[49].